# Josifica
Josifica (bułg. Йосифица) – szczyt pasma górskiego Riła, w Bułgarii, o wysokości 2697 m n.p.m.